# Numizmatika
Numizmatika (grč. nomisma, tj. kovanica) je znanost koja se, u užem smislu, bavi proučavanjem starog i suvremenog kovanog novca kao predmetima od povijesnog, kulturnog i umjetničkog značenja. U širem smislu numizmatika se bavi i proučavanjem ordenja i medalja. Pomoćna je znanost povijesne znanosti.
Numizmatika je postala važna znanstvena grana koja numizmatički materijal obrađuje kao izvor za političku i ekonomsku povijest, epigrafsku kronologiju, jezikoslovlje, heraldiku i povijest umjetnosti.

## Podjela numizmatike
Numizmatika se dijeli na tri glavne skupine:
1. kovanice Starog svijeta
2. kovanice Srednjeg vijeka
3. kovanice Novog doba